# Куи (язык)
Ку́и (кандхи) — язык кхондов, относящийся к дравидийской семье языков. Распространён в Индии в штате Орисса. Используется письменность ория. Количество говорящих — 641 662 человек, 29-й язык по численности говорящих в Индии (1991 год). Кхонды относятся к адиваси — аборигенному населению Индии.
Племя кхондов говорит, кроме языка куи, на близкородственном языке куви.